# Arado Ar 69
L'Arado Ar 69 era un monomotore biplano da addestramento sviluppato dall'azienda tedesca Arado Flugzeugwerke GmbH nella prima parte degli anni trenta.
Sviluppato dall'Ar 66 era destinato ad equipaggiare nel periodo prebellico le scuole di volo della Luftwaffe in competizione con il Focke-Wulf Fw 44 Stieglitz ma, diversamente da quest'ultimo, non venne prodotto che in serie limitata.

## Tecnica
L'Ar 69 era un velivolo realizzato in tecnica mista, con parti della struttura in tubo metallico saldato ed altre in legno ricoperte in legno e tela, e che manteneva, pur introducendo una velatura ed un impennaggio dall'abbinamento inusuale, un'impostazione classica, per il periodo; monomotore biplano con carrello fisso.
La fusoliera, realizzata con una struttura tubolare in acciaio saldato e ricoperta con tela verniciata, presentava due abitacoli aperti posti in tandem, entrambi protetti da un parabrezza. Anteriormente integrava il motore montato su una struttura tubolare e chiuso in un cofano metallico mentre posteriormente terminava in un impennaggio monoderiva con un unico piano orizzontale, montato dietro all'elemento verticale, controventato da una coppia di diagonali.
La configurazione alare era biplana ma presentava una particolarità che la rendeva più complessa di quella adottata in altri velivoli pari ruolo del periodo. Sia l'ala superiore, posizionata alta moderatamente a parasole sulla fusoliera, che l'inferiore, montata bassa, presentavano una configurazione a freccia, la prima collegata alla parte superiore della fusoliera da un castello tubolare. Entrambe erano delle stesse dimensioni, con l'ala inferiore traslata verso la parte posteriore e collegata alla superiore tramite una coppia di montanti per lato. Erano inoltre realizzate con struttura in legno ricoperta di tela verniciata ed erano entrambe dotate di alettoni.
Il carrello d'atterraggio era un semplice biciclo fisso integrato posteriormente da un pattino d'appoggio posto sotto la coda; tutti gli elementi erano ammortizzati.
Dopo una serie di prove comparative effettuate sui prototipi, la propulsione venne definitivamente affidata ad un motore Siemens-Halske Sh 14A, un radiale a 7 cilindri raffreddato ad aria posti su una singola stella in grado di erogare una potenza pari a 150 PS (110 kW) abbinato ad un'elica in legno a passo fisso. Il motore era collocato, libero da cappottature, sull'estremità anteriore della fusoliera.

### Impiego operativo
Gli unici sette esemplari vennero destinati alle scuole di volo della Luftwaffe già nel corso del 1935 ed utilizzati come addestratori per i futuri piloti da caccia.

## Versioni
Ar 69a
prototipo equipaggiato con un motore in linea rovesciato Argus As 8B, realizzato in un esemplare nel 1934.
Ar 69b
secondo prototipo equipaggiato con un motore radiale Siemens-Halske Sh 14A, realizzato in un esemplare nel 1935.
Ar 69 A
sviluppo previsto per l'Ar 69a, equipaggiato con un motore Hirth HM 504A da 105 PS.
Ar 69 B
versione di serie, sviluppo dell'Ar 69b, equipaggiata con un radiale Siemens-Halske Sh 14AA da 150 PS (110 kW), realizzata in sette esemplari.

## Utilizzatori
Germania
- Luftwaffe